# Parque nacional Barool
Barool es un parque nacional en Nueva Gales del Sur (Australia), ubicado a 479 km al norte de Sídney.

## Datos
- Área: 112 km²
- Coordenadas: 29°39′37″S 152°11′33″E / -29.66028, 152.19250
- Fecha de Creación: 1 de enero de 1999
- Administración: Servicio Para la Vida Salvaje y los Parques Nacionales de Nueva Gales del Sur
- Categoría IUCN: II

Véase también:
- Zonas protegidas de Nueva Gales del Sur